# دیه (بلژیک)
شهر دیه (به فرانسوی: Diest) در ناحیه اداری لوان در استان فلومیش بربان در منطقه فلاندری در کشور بلژیک واقع شده‌است.

## نگارخانه

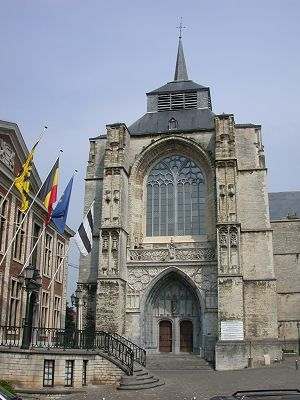
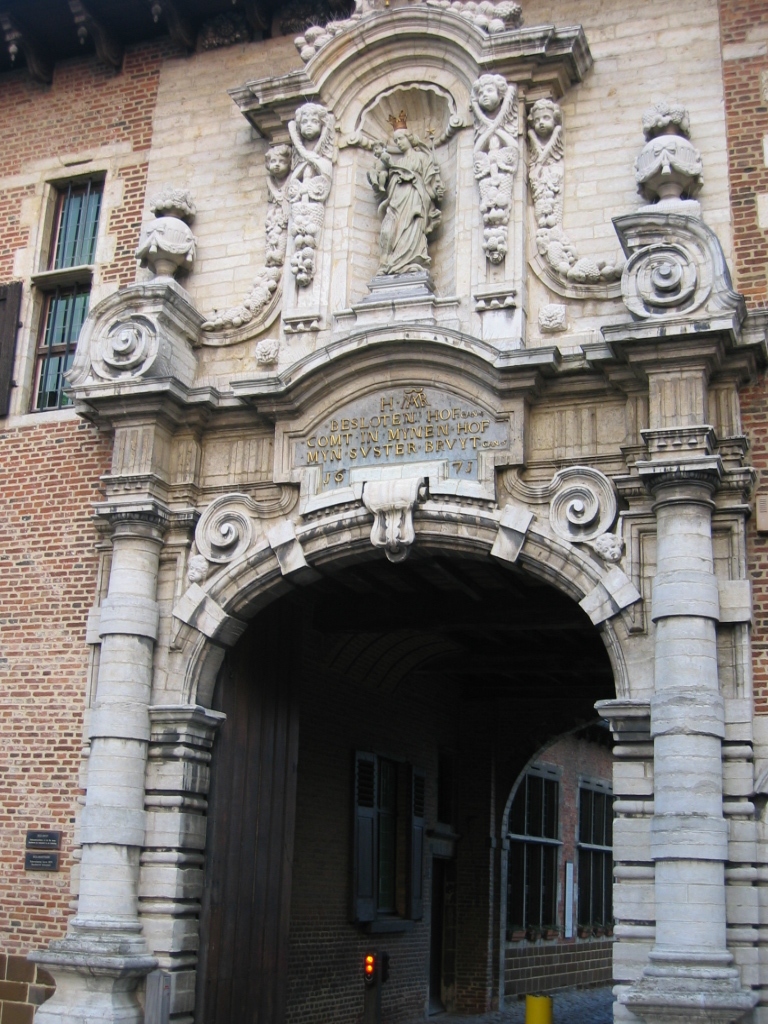
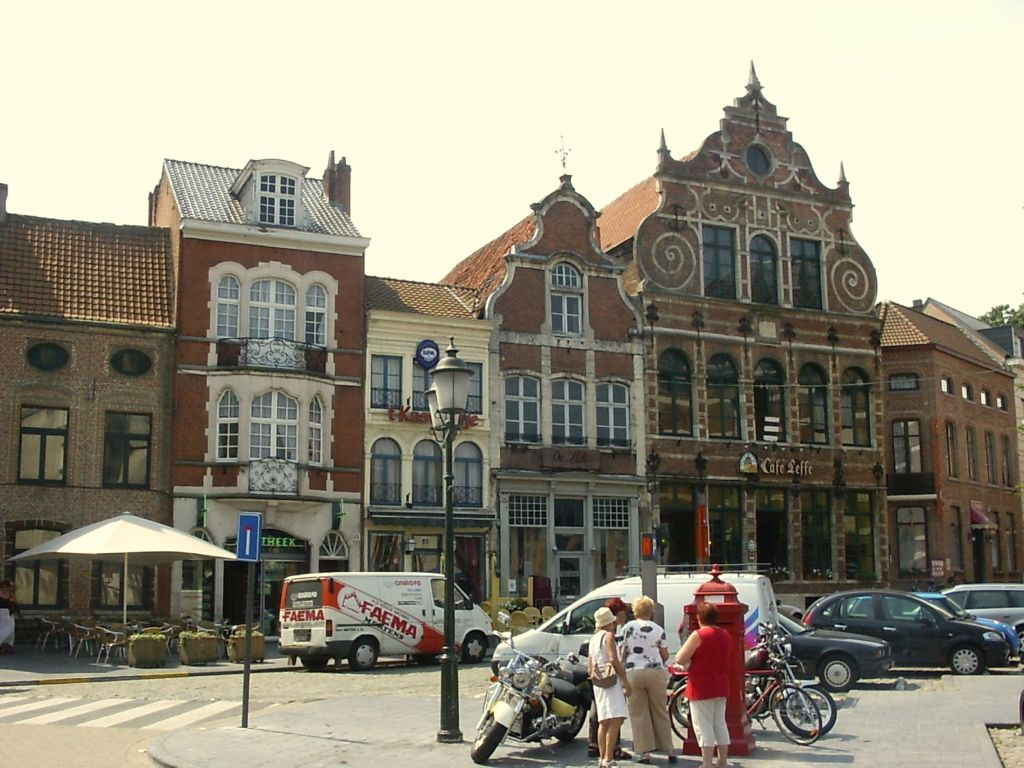
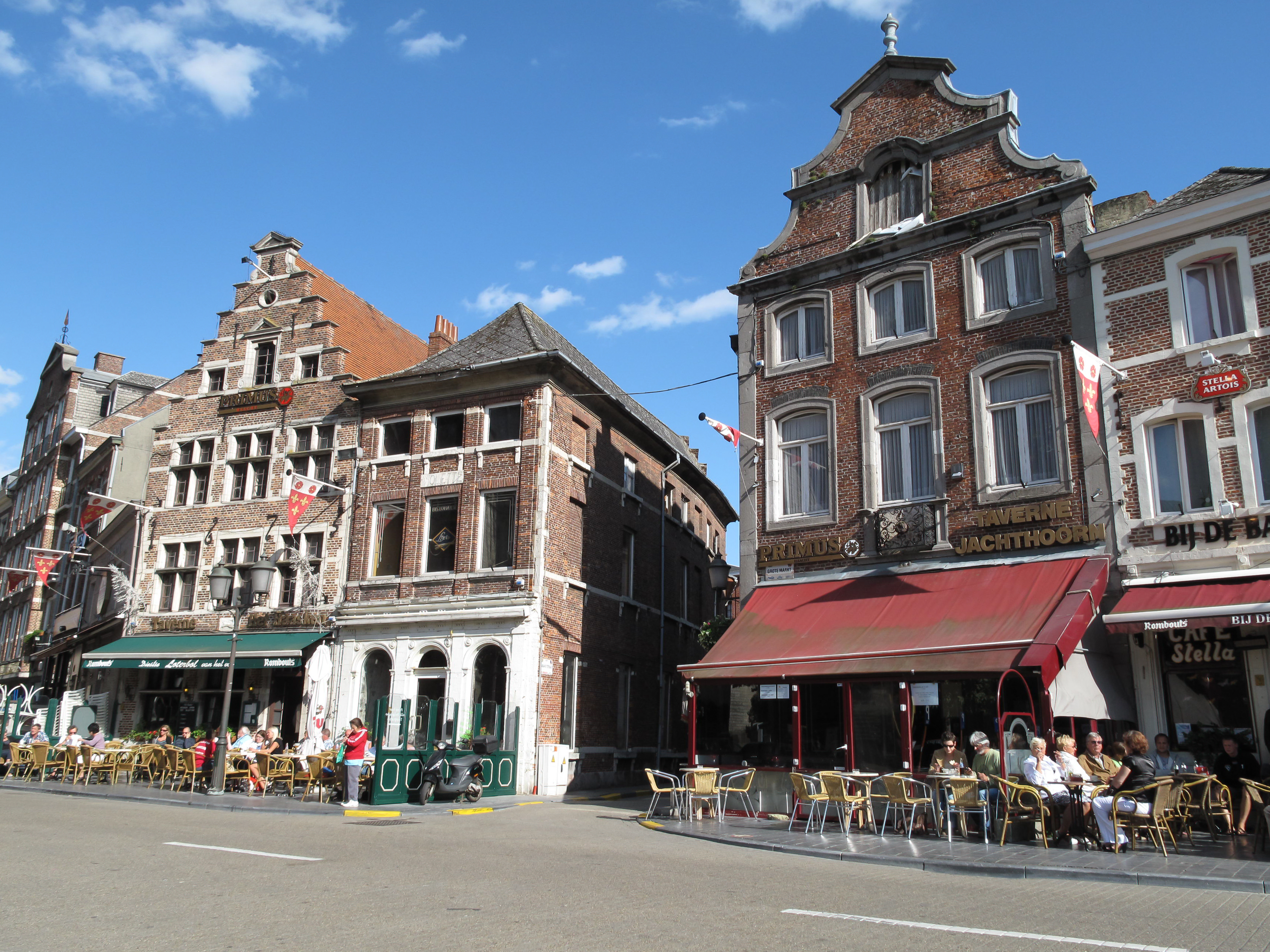